# Asamblea constituyente
Una asamblea constituyente o congreso constituyente es una reunión nacional de representantes populares que asumen el único objetivo de acordar reglas que dirigirán, en el futuro, la relación entre gobernantes y gobernados, así como el funcionamiento, distribución del poder y fundamento de su sistema político y social.
Una asamblea constituyente es un organismo de representantes colegiados elegidos por los ciudadanos, que tiene como función redactar la nueva constitución y definir su organización política, dotado para ello de plenos poderes o poder constituyente al que deben someterse todas las instituciones públicas. Se suele definir, por algunos textos[¿cuál?] de ciencias políticas y sociales, como la "reunión de personas, que simbolizan el pueblo ejerciendo su autoridad de mandatario, que tienen a su cargo ejercer la facultad de legislar, para editar una nueva ley fundamental y las nuevas líneas de la organización de un Estado, que modificarán los prototipos ya existentes".[cita requerida] En este entendido, la asamblea constituyente se constituye en un mecanismo popular y democrático, para la configuración de un nuevo modelo de legislación constitucional y de organización del Estado.
No se trata de generar enmiendas constitucionales propias de las funciones de los parlamentos, sino de transformaciones radicales, orientadas al cambio de sus estructuras básicas.
La Asamblea Constituyente más influyente en la Edad Contemporánea y que, además, marca su inicio, es la originada a partir de la Revolución francesa que echó por tierra el poder monárquico absoluto y declaró los principios fundamentales de los derechos humanos gracias a la "Libertad, igualdad, fraternidad".

## Asambleas constituyentes

### Europa

#### Alemania
- La Asamblea Nacional de Weimar, de 1919.

- El Consejo Parlamentario de 1949 sanciona la Ley Fundamental.

#### España
- Las Cortes Constituyentes de 1812, sancionan la Constitución de 1812.
- Las Cortes Constituyentes de 1837 sancionan la Constitución de 1837.
- Las Cortes Constituyentes de 1845 sancionan la Constitución de 1845.
- Las Cortes Constituyentes de 1854 que no llegaron a promulgar la Constitución de 1856.
- Las Cortes Constituyentes de 1869 sancionan la Constitución de 1869.
- Las Cortes Constituyentes de 1873 redactan el proyecto de Constitución Federal de 1873.
- Las Cortes Constituyentes de 1876 sancionan la Constitución de 1876.
- Las Cortes Constituyentes de 1931 sancionan la Constitución de 1931.
- Las Cortes Constituyentes de 1977-78 sancionan la Constitución de 1978.

#### Francia
- La Asamblea Nacional Constituyente de 1789.[5]

#### Rusia
- La Asamblea Constituyente Rusa de 1918.

### América

#### Argentina
- La Asamblea del Año XIII, convocada por el gobierno de las Provincias Unidas del Río de la Plata a fin de declarar la Independencia y sancionar una nueva Constitución, objetivos no cumplidos.
- El Congreso General Constituyente, reunido en la ciudad de Santa Fe con motivo de la sanción de la Constitución de 1853.
- La Convención Nacional Constituyente ad hoc de 1860, reforma la Constitución de 1853 con base en lo establecido en el pacto de San José de Flores.
- La Convención Nacional Constituyente de 1866, vuelve a reformar la constitución de 1853. Es una reforma menor.
- La Convención Nacional Constituyente de 1898. Otra reforma menor a la constitución de 1853.
- La Convención Nacional Constituyente de 1949, se reforma una vez más la constitución de 1853
- La Convención Nacional Constituyente de 1957, revierte gran parte de la Constitución de 1949 anulada por Decreto por el presidente de facto Pedro E. Aramburu, fue realizada durante un gobierno de facto. El peronismo proscrito llamó al voto en blanco. Su legitimidad fue cuestionada por diversos sectores, disolviéndose por falta de cuórum sin haber finalizado su agenda.[6]
- La Convención Nacional Constituyente de Argentina de 1994 reforma la constitución de 1853 para permitir la reelección del peronista Carlos Menem. Es la última reforma constitucional a la fecha.

#### Bolivia
- La Asamblea Constituyente de Bolivia que aprobó la Constitución Política del Estado de 2007.[7]

#### Chile
- La Convención Constitucional de 2021-2022 elaboró una propuesta que fue rechazada a través de un plebiscito.
- El Consejo Constitucional  de 2023 elaboró una propuesta la cual fue rechazada mediante un plebiscito.

#### Colombia
- La Convención Nacional que redactó la Constitución de 1832.
- La Convención Nacional que redactó la Constitución de 1863.
- La Asamblea Constituyente que redactó la Constitución de 1886.
- La Asamblea Constituyente de 1952-1954 que reformó la Constitución de 1886.

- La Asamblea Constituyente de 1991 que redactó la Constitución Política vigente.[8]

#### Costa Rica
- La Asamblea Nacional Constituyente de 1871.
- La Asamblea Nacional Constituyente de 1949.

#### Ecuador
- La Asamblea Constituyente de 1997-1998.
- La Asamblea Constituyente de 2007-2008.

#### El Salvador
- La Décima Sexta Asamblea Constituyente de El Salvador de 1982 que aprobó la Constitución Política de 1983.[9]

#### Estados Unidos de América
- La Convención de Filadelfia de 1787, cuyo propósito fue reformar el Estado y redactar y sancionar la Constitución de los Estados Unidos, vigente.

#### México
- El Congreso General Constituyente que aprobó la Constitución Federal de los Estados Unidos Mexicanos de 1824.
- El Congreso Extraordinario Constituyente que aprobó la Constitución Federal de los Estados Unidos Mexicanos de 1857.
- El Congreso Constituyente que aprobó la Constitución Política de los Estados Unidos Mexicanos de 1917.

#### Panamá
- La Asamblea Constituyente de Panamá de 1946, convocada por medio del Poder constituyente en 1945 y es llamada Convención Constituyente, la cual deroga la Constitución de 1941 dictada por Ricardo Adolfo de la Guardia.[10] El 1 de marzo de 1946 es aprobado un nuevo Estatuto Constitucional y es nombrado como Presidente Provisional Enrique A. Jiménez.[11]

#### Perú
- El Congreso Constituyente de 1822
- La Asamblea Nacional de 1919
- El Congreso Constituyente de 1931.
- La Asamblea Constituyente de 1978.
- El Congreso Constituyente de 1992 que aprobó la Constitución de la República del Perú de 1993.

#### Venezuela
- El Congreso General, instalado el 2 de marzo de 1811, cuya actuación derivó en la proclamación de la independencia política de las provincias venezolanas del Reino de España el 5 de julio de 1811, y la elaboración y sanción el 21 de diciembre del mismo año de la primera Constitución republicana de la América Española, estableciendo así, la Primera República. Este Congreso constituyente se considera como el más antiguo de América Latina y el segundo de América, solo después del de los Estados Unidos.
- La Asamblea Nacional Constituyente de 1952, que aprobó la Constitución de la República de Venezuela de 1953.
- La Asamblea Nacional Constituyente que aprobó la Constitución de la República Bolivariana de Venezuela de 1999.
- La Asamblea Nacional Constituyente de 2017, que funcionó como órgano legislativo de la nación en paralelo a la Asamblea Nacional.[12]